# Pedro Paulo Requena
Pedro Paulo Requena Cisneros (24 gennaio 1991) è un calciatore peruviano, centrocampista dell'UTC Cajamarca.

## Carriera

### Club
Nel 2009 ha giocato 7 partite nel Torneo Descentralizado con il Total Chalaco, mentre nella successiva stagione le presenze salgono a 17.
Nel 2011 passa all'U. César Vallejo con cui gioca 12 partite in campionato. Nel 2013 esordisce pure in Coppa Libertadores.

### Nazionale
Nel 2011 con la nazionale Under-20 peruviana ha preso parte al campionato sudamericano di categoria.